# TubeBox
Die TubeBox ist ein kostenloser Download-Manager mit integriertem Umwandlungsprogramm, entwickelt von der Firma Freetec Ltd. Das Programm ist für das Suchen, Ansehen und Herunterladen von Videos und Musik auf Internet-Videoplattformen wie YouTube, Dailymotion, Vimeo oder Clipfish geeignet. Die Inhalte können direkt in den Formaten MP3, MP4, 3gp, Xvid, WMV oder MPEG-4 heruntergeladen und außerdem zwischen den verschiedenen Formaten hin und her konvertiert werden.

## Geschichte
Die TubeBox wurde im Jahr 2007 im Rahmen eines Studentenprojekts von dem Programmierer Jens Lorek entwickelt. Die Funktionen der Software wurden inspiriert von Nutzerfeedbacks ständig erweitert. Ab dem Jahr 2011 wurde das Programm unter der Marke Freemium weiterentwickelt, vertrieben und vermarktet.
Mit Urteil vom 26. Juli 2012 hat das Landgericht München die Herstellung, Verbreitung sowie den Besitz der Software verboten, mit der Begründung, dass diese unter Umgehung technischer Kopierschutzmechanismen Musik von Streaming-Plattformen wie MyVideo aufnehmen oder mitschneiden kann, um sie auf den Computer oder ein anderes Speichermedium herunterzuladen.
Im August 2012 entschied sich die Freemium GmbH, die Software im August 2012 an die ägyptische Firma Freetec Ltd weiterzuverkaufen.

## Fähigkeiten
Mit TubeBox können ohne Verwendung des Webbrowsers sämtliche Inhalte der Videoportale Clipfish, Dailymotion, Metacafe, RCMovie, YouTube, Vimeo sowie der Online-Mediatheken der Fernsehsender Pro7 und Kabel1 durchsucht und angesehen werden. Die gefundenen Videos lassen sich zudem herunterladen und in die Videoformate MP3, MP4, 3gp, Xvid, WMV oder MPEG-4 konvertieren.
Mit der integrierten Container-Funktion ist es möglich, mehrere zusammengehörende Videos mit nur einem Klick herunterzuladen und zu konvertieren. Ein Container enthält Links zu mehreren Videos, so dass nicht jeder Link einzeln gefunden werden muss. Nutzer können individuell erstellte Container mit anderen Nutzern über ein in die grafische Benutzeroberfläche integriertes Forum teilen.

## Unterstützte Plattformen
TubeBox steht für das Betriebssystem Microsoft Windows ab Version Windows 2000 zur Verfügung.
Als empfohlenen Systemvoraussetzungen gibt der Hersteller ein Intel Pentium 1, 512 MB RAM und 50 MB Festplattenspeicher an. Außerdem wird das installierte .NET-Framework ab 3.5 sowie ein Internetanschluss für die Downloads benötigt.

## Verbreitung und Auszeichnungen
Die tatsächliche Verbreitung von Download-Software lässt sich nur schwer messen. Der Hersteller spricht auf seiner Produktewebsite von einer Downloadzahl von ungefähr 10 Mio. Stück. Auf dem Deutschen Download-Portal CHIP Online wurde die Software bisher 1,3 Mio. Mal heruntergeladen, beim Portal Softonic 0,4 Mio. Mal, bei der Computerbild.de rund 0,15 Mio. Mal. Über die Anzahl Downloads von der offiziellen Produktseite macht der Hersteller keine Angaben.
CHIP Online führt die TubeBox auf Rang 144 der meistgeladenen Softwaretitel aller Zeiten sowie in der Liste der Top 100 Downloads des Jahres 2011 auf Rang 93.